# توم كينغ (كاتب أمريكي)
توم كينغ (بالإنجليزية: Tom King)‏ هو كاتب سيناريو ورسام رسوم متحركة أمريكي، ولد في القرن العشرين.

## وصلات خارجية
- توم كينغ على موقع IMDb (الإنجليزية)
- توم كينغ على موقع قاعدة بيانات الفيلم (الإنجليزية)